# Schistidium chocayae
Schistidium chocayae là một loài Rêu trong họ Grimmiaceae. Loài này được Herzog mô tả khoa học đầu tiên năm 1916.